# Río Queguay
Der Río Queguay (auch: Queguay Grande) ist ein Fluss in Uruguay.
Als Nebenfluss des Río Uruguay fließt er von seiner Quelle in der Cuchilla de Queguay in Ost-West-Richtung durch das Departamento Paysandú, ehe er nach 280 km in ihn mündet. Sein Einzugsgebiet umfasst eine Fläche von 7866 km². Die wichtigsten Nebenflüsse sind der Río Queguay Chico sowie die Bäche Soto und Quebracho Grande.
Am Río Queguay finden sich Kalkstein-Vorkommen.

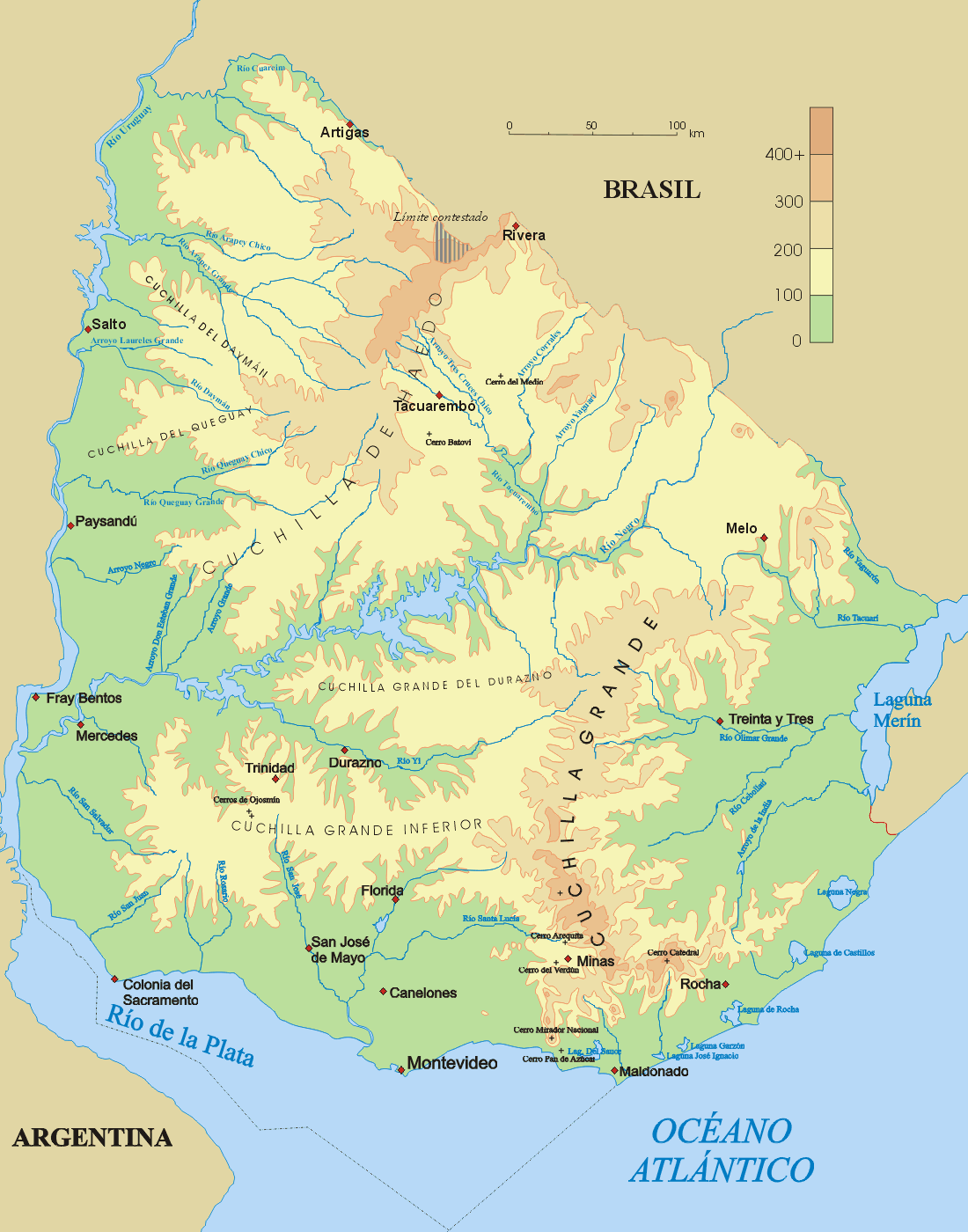
Karte mit Verlauf des Flusses